# Áhmed Bahdzsa
Áhmed Bahdzsa (arabul: أحمد البهجة; Marrákes, 1970. december 21. –) marokkói válogatott labdarúgó.

## Pályafutása

### Klubcsapatban
1989 és 1996 között a Kawkab Marrakech csapatában játszott, melynek tagjaként 1992-ben megnyerte a marokkói bajnokságot. Az 1994–95-ös szezonban a szaúdi Al-Hilal játékosa volt. 1996 és 1999 között a szintén szaúdi ál-Ittihád együttesében játszott, mellyel 1999-ben megnyerte a kupagyőztesek Ázsia-kupája és az ázsiai szuperkupa serlegét. Később szerepelt még az emirátusi Al-Vaszl (1999–00), a szaúdi en-Naszr (1999–00, 2000–01), a líbiai Al-Ahli (2000–01), a Raja Casablanca (2002–03) és a MAS Fez (2003–05) csapatában. 

### A válogatottban
1994 és 2000 között 18 alkalommal játszott a marokkói válogatottban és 6 gólt szerzett. Részt vett az 1992. évi nyári olimpiai játékokon, az 1998-as afrikai nemzetek kupáján és a 2000-es afrikai nemzetek kupáján, valamint az 1994-es világbajnokságon, ahol a Belgium elleni csoportmérkőzésen csereként, Szaúd-Arábia és Hollandia ellen pedig kezdőként lépett pályára.

## Sikerei, díjai
Kawkab Marrakech
- Marokkói bajnok (1): 1992

ál-Ittihád
- Szaúd-arábiai bajnok (2): 1997, 1999
- Kupagyőztesek Ázsia-kupája győztes (1): 1999
- Ázsiai szuperkupadöntős (1): 1999